# Ugny-sur-Meuse
 Ugny-sur-Meuse  là một xã thuộc tỉnh Meuse trong vùng Grand Est đông bắc nước Pháp. Xã này nằm ở khu vực có độ cao trung bình 255 mét trên mực nước biển. Dân số theo điều tra năm 1999 của INSEE là 119 người.